# Henrik Svensmark
Henrik Svensmark, né en 1958, est un physicien danois, professeur à la Division de Physique du Système solaire à l'Institut national danois de l'espace (DTU Space) à Copenhague. 
Il est connu pour sa théorie sur les effets des rayons cosmiques sur la formation des nuages en tant que cause indirecte du réchauffement climatique.

## Biographie

### Jeunesse et éducation
Henrik Svensmark obtient un Master of Science in Engineering en 1985 et un doctorat en 1987 du laboratoire de physique I de l'Université technique du Danemark.

### Carrière

Corrélation entre les variations du flux de rayons cosmiques (rouge) et l'évolution de la température de la mer (noir).

Henrik Svensmark est directeur du Center for Sun-Climate Research à l'institut de recherche spatiale danois (Danish Space Research Institute (DSRI)), qui fait partie du centre spatial national danois (Danish National Space Center). Il était auparavant à la tête du groupe soleil-climat au DSRI. Il occupe des postes postdoctoraux en physique dans trois autres organisations : l'Université de Californie à Berkeley, le Nordic Institute for Theoretical Physics et l'Institut Niels-Bohr.
En 1997, Svensmark et Eigil Friis-Christensen popularisent une théorie qui lie les rayons cosmiques galactiques et le changement climatique global médié[Quoi ?] principalement par les variations de l'intensité du vent solaire, qu'ils ont appelée cosmoclimatologie. Cette théorie a déjà été examinée par Dickinson. L'un des processus liés à cette corrélation est étudié à petite échelle dans une expérience en laboratoire réalisée au Centre spatial national danois (article publié dans les Proceedings of the Royal Society le 8 février 2007).
Les conclusions de Svensmark tirées de ses recherches minimisent l'importance des effets des augmentations anthropiques du dioxyde de carbone atmosphérique sur le réchauffement climatique récent et historique, faisant valoir que si le rôle des gaz à effet de serre dans le changement climatique est considérable, les variations solaires jouent un rôle plus important.

### Théorie cosmoclimatologique du changement climatique
Svensmark détaille sa théorie de la cosmoclimatologie dans un article publié en 2007. Le Center for Sun-Climate Research du Danish National Space Institute étudie le lien entre l'activité solaire et les changements climatiques sur Terre,. Sa page d'accueil répertorie plusieurs publications des travaux antérieurs liés à la cosmoclimatologie,.
Svensmark et Nigel Calder publient le livre The Chilling Stars: A New Theory of Climate Change (2007) décrivant la théorie de la cosmoclimatologie selon laquelle les rayons cosmiques « ont plus d'effet sur le climat que le CO2 artificiel » :
« Au cours des 100 dernières années, les rayons cosmiques sont devenus plus rares à cause d'une action inhabituellement vigoureuse du Soleil qui en a chassé beaucoup d'entre eux. Moins de rayons cosmiques signifiant moins de nuages et un monde plus chaud ».
Un film documentaire sur la théorie de Svensmark, The Cloud Mystery, est produit par Lars Oxfeldt Mortensen et est diffusé pour la première fois en janvier 2008 à la télévision danoise TV 2.
En avril 2012, Svensmark publie une extension de sa théorie dans les Monthly Notices of the Royal Astronomical Society
Dans cette nouvelle publication, il affirme que la diversité de la vie sur la Terre au cours des 500 derniers millions d'années pourrait s'expliquer par la tectonique affectant le niveau de la mer ainsi que par les variations du taux de supernova local, et pratiquement rien d'autre. Cela suggère qu'un facteur important de l'évolution serait les variations climatiques liées au flux de rayons cosmiques galactiques.
Le directeur de DTU Space, Eigil Friis-Christensen, commente : « Lorsque cette enquête sur les effets des rayons cosmiques des vestiges de supernova a commencé il y a 16 ans, nous n'avions jamais imaginé qu'elle nous conduirait si profondément dans le temps ou dans tant d'aspects de l'histoire de la Terre. Le lien avec l'évolution est le point culminant de ce travail. »

## Vérification expérimentale
Une vérification expérimentale préliminaire est menée dans le cadre de l'expérience SKY au Centre National Danois des Sciences Spatiales. Le CERN, l'Organisation européenne pour la recherche nucléaire à Genève, prépare une vérification complète dans le cadre du projet CLOUD.

### L'expérience SKY
Svensmark mène des expériences de preuve de concept dans le cadre de l'expérience SKY au Danish National Space Institute. Pour étudier le rôle des rayons cosmiques dans la formation des nuages bas dans l'atmosphère terrestre, l'expérience SKY a utilisé des muons naturels (électrons lourds) qui peuvent pénétrer jusque dans le sous-sol du National Space Institute de Copenhague. L'hypothèse, vérifiée par l'expérience, est que les électrons libérés dans l'air par les muons traversant favorisent la formation d'amas moléculaires qui sont des éléments constitutifs des noyaux de condensation des nuages. Les critiques de l'hypothèse ont affirmé que les agrégats de particules produits ne mesuraient que quelques nanomètres de diamètre, alors que les aérosols doivent généralement avoir un diamètre d'au moins 50 nm afin de servir de noyaux de condensation nuageuse. D'autres expériences de Svensmark et de ses collaborateurs publiées en 2013 ont montré que les aérosols d'un diamètre supérieur à 50 nm sont produits par la lumière ultraviolette (à partir de traces d'ozone, de dioxyde de soufre et de vapeur d'eau), suffisamment grandes pour servir de noyaux de condensation des nuages.

### Les expériences du projet CLOUD
Les scientifiques préparent des expériences détaillées de physique atmosphérique pour tester la thèse de Svensmark, en s'appuyant sur les découvertes danoises. Le CERN a lancé en 2006, un projet en plusieurs phases, incluant la relance de l'expérience danoise. Le CERN envisage d'utiliser un accélérateur plutôt que de se fier aux rayons cosmiques naturels. Le projet multinational du CERN offrira aux scientifiques une installation permanente où ils pourront étudier les effets des rayons cosmiques et des particules chargées dans l'atmosphère terrestre. Le projet du CERN s'appelle CLOUD (Cosmics Leaving OUtdoor Droplets). Le CERN a publié un rapport intermédiaire en 2009 sur le projet CLOUD.
Le 25 août 2011, les premiers résultats de l'expérience ont été publiés. Ils montrent que les traces de vapeur, jusqu'à présent candidates pour expliquer la formation d'aérosols dans la basse atmosphère, ne peuvent expliquer qu'une infime partie de la production d'aérosols atmosphérique observée. Les résultats montrent également que l'ionisation des rayons cosmiques améliore considérablement la formation d'aérosols. D'autres résultats de laboratoire positifs furent publiés en 2013, bien que l'application de ces résultats en dehors du laboratoire, à l'atmosphère réelle soit restée controversée.
Dunne et coll. (2016) ont présenté les principaux résultats de 10 ans de résultats obtenus lors de l'expérience CLOUD réalisée au CERN. Ils ont étudié en détail les mécanismes physico-chimiques et la cinétique de formation des aérosols. Le processus de nucléation de gouttelettes d'eau / microcristaux de glace à partir de vapeur d'eau reproduits dans l'expérience CLOUD et également directement observés dans l'atmosphère terrestre n'implique pas seulement la formation d'ions due aux rayons cosmiques, mais également une gamme de réactions chimiques complexes avec l'acide sulfurique, l'ammoniac et les composés organiques émis dans l'air par les activités humaines et par les organismes vivant sur terre ou dans les océans (plancton). Bien qu'ils observent qu'une fraction des noyaux des nuages est effectivement produite par l'ionisation due à l'interaction des rayons cosmiques avec les constituants de l'atmosphère terrestre, ce processus serait insuffisant pour attribuer les modifications climatiques actuelles aux fluctuations de l'intensité des rayons cosmiques modulée par les changements de l'activité solaire et la magnétosphère terrestre.

## Débat et controverse

### Rayons cosmiques galactiques vs température globale
Une première étude critique (2003) par le physicien Peter Laut de la théorie de Svensmark a réanalysé les données de Svensmark et a suggéré qu'elles ne supportent pas une corrélation entre les rayons cosmiques et les changements de température globale ; il conteste également certaines des bases théoriques de la théorie. Svensmark a répondu à l'article, déclarant que « ... nulle part dans son article, Peter Laut n'a été en mesure d'expliquer, où les données physiques ont été mal gérées, comment le caractère de mes articles serait trompeur ou où mon travail ne respecte pas les normes scientifiques ».
Mike Lockwood du Laboratoire Rutherford Appleton au Royaume-Uni et Claus Froehlich du World Radiation Center en Suisse ont publié un article en 2007 qui concluait que l'augmentation de la température mondiale moyenne observée depuis 1985 était si mal corrélée à la variabilité solaire qu'aucun type de mécanisme causal ne pouvait y être attribué, bien qu'ils acceptent qu'il existe «des preuves considérables» de l'influence solaire sur le climat préindustriel de la Terre et, dans une certaine mesure, également pour les changements climatiques de la première moitié du 20e siècle.
Le coauteur de Svensmark, Calder, a répondu à l'étude dans une interview avec LondonBookReview.com, où il a mis en avant l'argument selon lequel la température mondiale n'a pas augmenté depuis 1999[réf. nécessaire].
Plus tard en 2007, Svensmark et Friis-Christensen ont publié une réponse à Lockwood et Fröhlich qui conclut que les enregistrements de température de l'air de surface utilisés par Lockwood et Fröhlich sont apparemment un mauvais guide des processus physiques induits par le Soleil, mais les enregistrements de température de l'air troposphérique montrent une corrélation négative impressionnante entre le flux de rayons cosmiques et les températures de l'air jusqu'en 2006 si la tendance au réchauffement, les oscillations océaniques et le volcanisme sont supprimés des données de température. Ils soulignent également que Lockwood et Fröhlich présentent leurs données en utilisant des moyennes mobiles d'environ 10 ans, ce qui crée l'illusion d'une augmentation continue de la température, alors que toutes les données non lissées indiquent un aplatissement de la température, coïncidant avec l'actuel plafonnement de l'activité magnétique du Soleil, et que l'augmentation rapide et continue des concentrations de CO2 n'a apparemment pas pu annuler.

### Rayons cosmiques galactiques vs couverture nuageuse
En avril 2008, le professeur Terry Sloan de l'Université de Lancaster a publié un article dans la revue Environmental Research Letters intitulé Test du lien de causalité proposé entre les rayons cosmiques et la couverture nuageuse, qui n'a trouvé aucun lien significatif entre la couverture nuageuse et l'intensité des rayons cosmiques dans les 20 dernières années. Svensmark a répondu en disant : « Terry Sloan n'a tout simplement pas compris comment les rayons cosmiques fonctionnent sur les nuages ». Le Dr Giles Harrison, de l'Université de Reading, décrit le travail comme important « car il fournit une limite supérieure sur l'effet des rayons cosmiques/nuages dans les données satellites globales des nuages ». Harrison a étudié l'effet des rayons cosmiques au Royaume-Uni. Il déclare : « Bien que l'effet des rayons cosmiques non linéaires statistiquement significatif soit faible, il aura un effet global considérablement plus important sur les variations climatiques à plus longue échelle de temps (par exemple au siècle) lorsque la variabilité quotidienne sera en moyenne »[réf. nécessaire]. Brian H.Brown (2008) de l'Université de Sheffield a en outre trouvé une association statistiquement significative (p <0,05) à court terme de 3 % entre les rayons cosmiques galactiques (GCR) et les nuages de bas niveau sur 22 ans avec un délai de 15 heures. Les changements à long terme de la couverture nuageuse (> 3 mois) et des GCR ont donné des corrélations de p = 0,06.

### Mises à jour du débat
Laken et al. (2012) ont constaté que de nouvelles données satellitaires de haute qualité montrent que l'oscillation australe El Niño est responsable de la plupart des changements dans la couverture nuageuse aux niveaux mondial et régional. Ils ont également découvert que les rayons cosmiques galactiques et l'irradiance solaire totale n'avaient aucune influence statistiquement significative sur les changements de la couverture nuageuse.
Lockwood (2012) a effectué une revue approfondie de la littérature scientifique de « l'influence solaire » sur le climat. Il a été constaté que lorsque cette influence est incluse de manière appropriée dans les modèles climatiques, les allégations de causalité sur le changement climatique comme celles faites par Svensmark s'avèrent exagérées. La revue de Lockwood a également mis en évidence la force des preuves en faveur de l'influence solaire sur les climats régionaux.
Sloan et Wolfendale (2013) ont démontré que si les modèles de température montraient une petite corrélation tous les 22 ans, moins de 14 % du réchauffement climatique depuis les années 1950 pouvait être attribué au taux de rayons cosmiques. L'étude a conclu que le taux de rayons cosmiques ne correspondait pas aux changements de température, indiquant qu'il ne s'agissait pas d'une relation causale. Une autre étude de 2013 n'a révélé, contrairement aux affirmations de Svensmark, « aucune corrélation statistiquement significative entre les rayons cosmiques et l'albédo global ou la hauteur moyenne des nuages au niveau mondial ».
En 2013, une étude de laboratoire de Svensmark, Pepke et Pedersen publiée dans Physics Letters A a montré qu'il existe en fait une corrélation entre les rayons cosmiques et la formation d'aérosols du type de ceux qui ensemencent les nuages. Extrapolant ces résultats de laboratoire à l'atmosphère réelle, les auteurs ont affirmé que l'activité solaire est responsable d'environ 50 pour cent des variations de température,.
Dans un article détaillé de 2013 sur le blog des scientifiques RealClimate, Rasmus E. Benestad a présenté des arguments pour considérer les affirmations de Svensmark comme étant « excessivement exagérées ». (Le magazine Time a caractérisé le but principal de ce blog comme une « présentation directe des preuves physiques du réchauffement climatique ».)

## Publications
- Henrik Svensmark, « Influence of Cosmic Rays on Earth's Climate », Physical Review Letters, vol. 81, no 22,‎ 1998, p. 5027–5030 (DOI 10.1103/PhysRevLett.81.5027, Bibcode 1998PhRvL..81.5027S)
- Henrik Svensmark, Jens Olaf P. Pedersen, Nigel D. Marsh et Martin B. Enghoff, « Experimental evidence for the role of ions in particle nucleation under atmospheric conditions », Proceedings of the Royal Society A: Mathematical, Physical and Engineering Sciences, vol. 463, no 2078,‎ 2007, p. 385–396 (DOI 10.1098/rspa.2006.1773, Bibcode 2007RSPSA.463..385S, lire en ligne)
- Henrik Svensmark, « Astronomy & Geophysics Cosmoclimatology: a new theory emerges », Astronomy & Geophysics, vol. 48, no 1,‎ 2007, p. 1.18–1.24 (DOI 10.1111/j.1468-4004.2007.48118.x, Bibcode 2007A&G....48a..18S)
- Henrik Svensmark, Torsten Bondo et Jacob Svensmark, « Cosmic Ray Decreases Affect Atmospheric Aerosols and Clouds », Geophysical Research Letters, vol. 36, no 15,‎ 2009, p. L15101 (DOI 10.1029/2009GL038429, Bibcode 2009GeoRL..3615101S, lire en ligne [archive du 28 septembre 2011])
- M.B. Enghoff, J. O. Pepke Pedersen, U. I. Uggerhøj et S. M. Paling, « Aerosol nucleation induced by a high energy particle beam », Geophysical Research Letters, vol. 38, no 9,‎ 2011, A33F–0232 (DOI 10.1029/2011GL047036, Bibcode 2010AGUFM.A33F0232E, lire en ligne [archive du 6 avril 2019], consulté le 6 août 2011)

### Livres
- (en) Henrik Svensmark et Nigel Calder, The Chilling Stars : A New Theory of Climate Change, Cambridge, Totem Books, 2007, 246 p. (ISBN 978-1-84046-815-1)
- Contribution in Die kalte Sonne. Warum die Klimakatastrophe nicht stattfindet (The Cold Sun),  by Fritz Vahrenholt and Sebastian Lüning (edrs)

### Film
- Le mystère du nuage[source insuffisante]

## Récompenses
- 2001 : Prix de la Recherche Energy-E2
- 1997 : Prix de Recherche Anniversaire Knud Hojgaard